# Бернгардовка (платформа)
Бернга́рдовка (до 18.04.1911 года Христиновка) — платформа Ириновского направления Октябрьской железной дороги в черте города Всеволожска.

ХРИСТИНОВКА — станция Ириновской жел. дороги, при р. Лубье 1 двор, 2 м п., 3 ж. п., всего 5 чел. (1896 год)

Платформа расположена на двухпутном участке между платформой Ковалёво и платформой Всеволожская.  Имеет две высокие пассажирские платформы. Здание вокзала отсутствует, присутствуют турникетные павильоны в торцах каждой из платформ. Электрифицирована в 1958 году в составе участка Санкт-Петербург — Мельничный Ручей.
Вокруг находится одноимённый микрорайон Всеволожска. Слева от железной дороги находится небольшая церковь святых Константина и Елены, и торговые ряды, а справа — многоэтажные жилые дома, построенные в 1990-х и 2005-х годах. К востоку от платформы находится регулируемый железнодорожный переезд без шлагбаума.
В Бернгардовке останавливаются все проходящие через неё пригородные электропоезда.
С 17.10.2016 назначены 4 пары электропоездов Ласточка: Санкт-Петербург-Финляндский — Мельничный Ручей — Санкт-Петербург-Финляндский.
С 11.12.2017 на станции работают турникетные павильоны.

## Фото

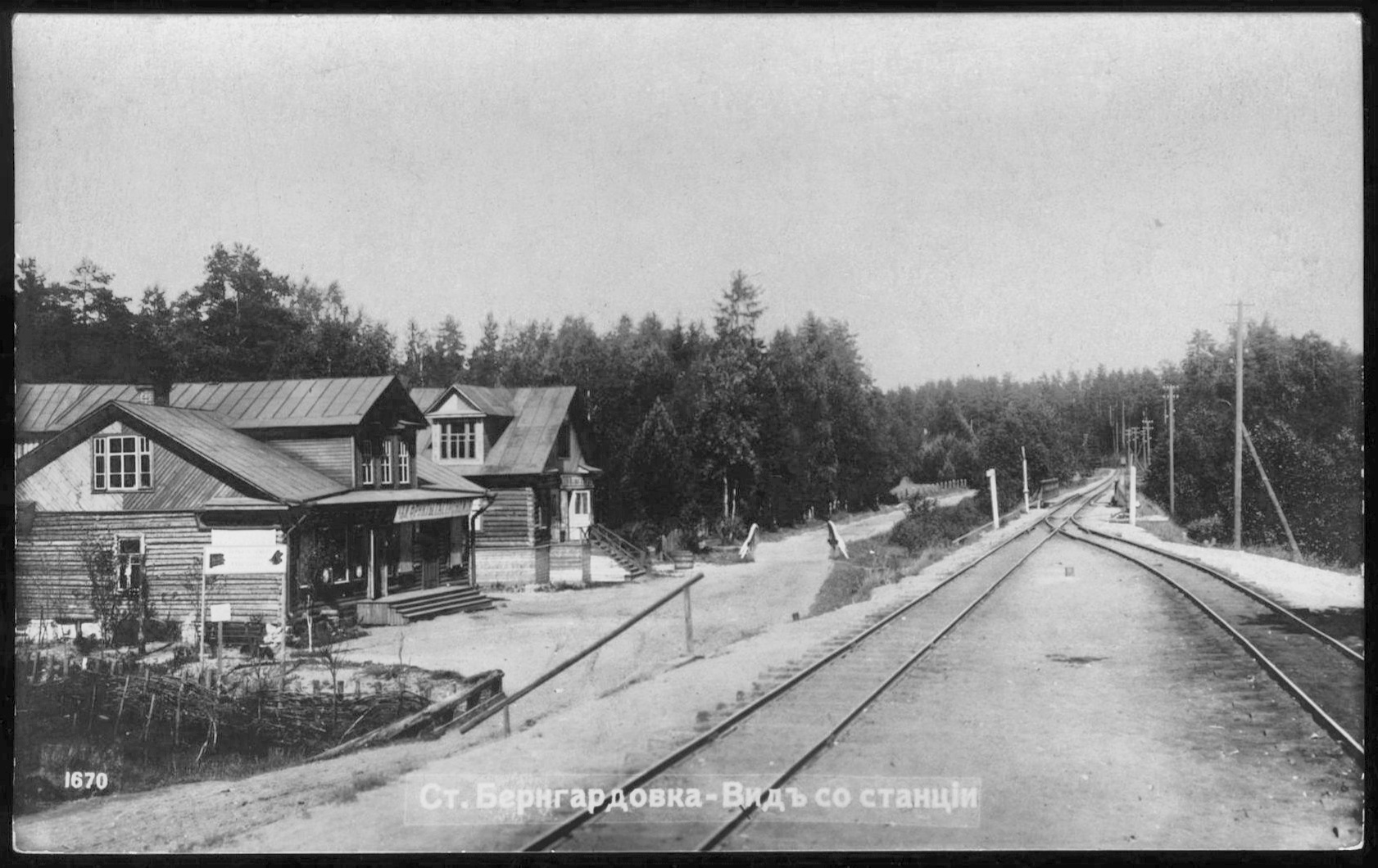
Станция Бернгардовка, 1910-е годы
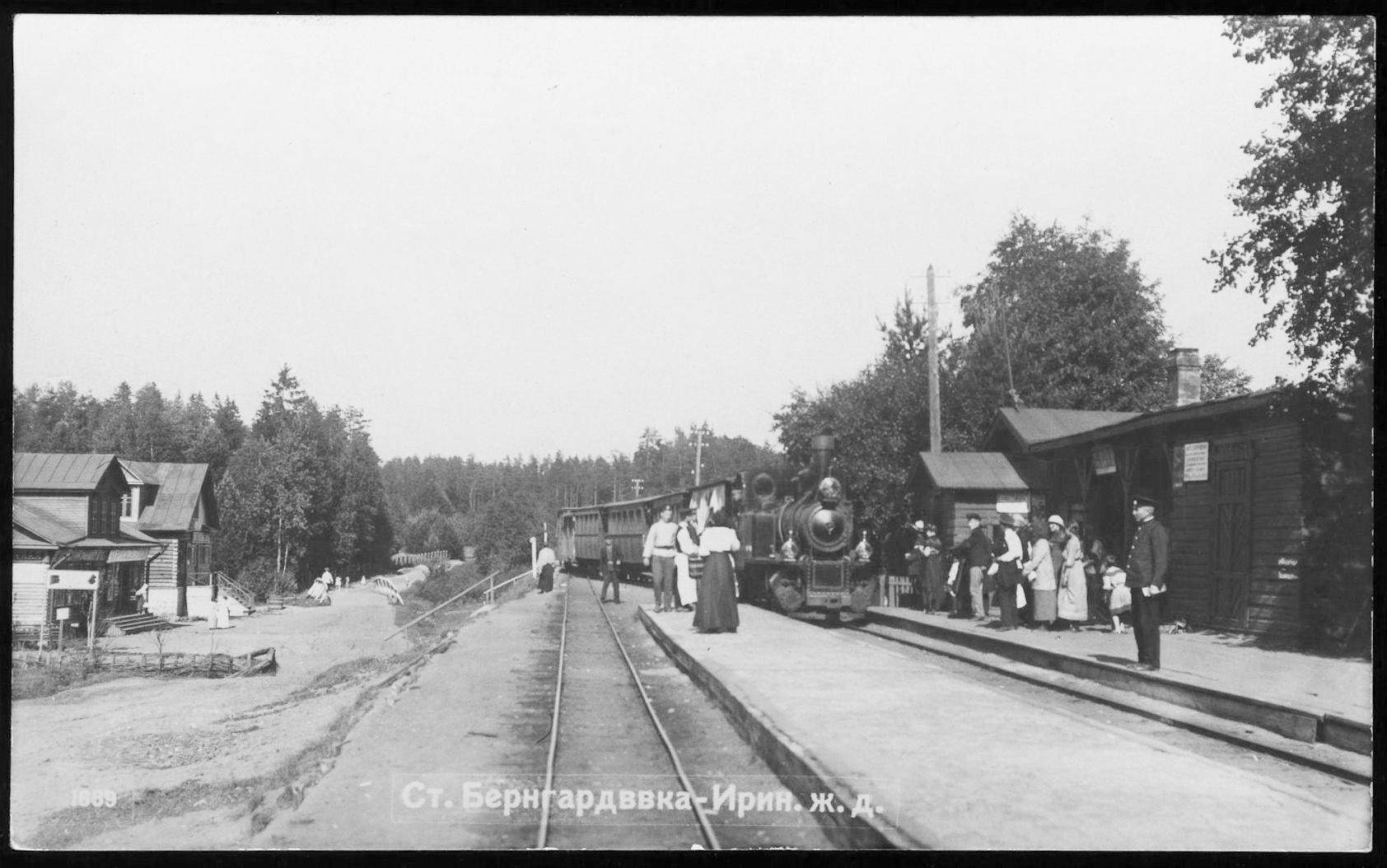
Станция Бернгардовка, 1910-е годы

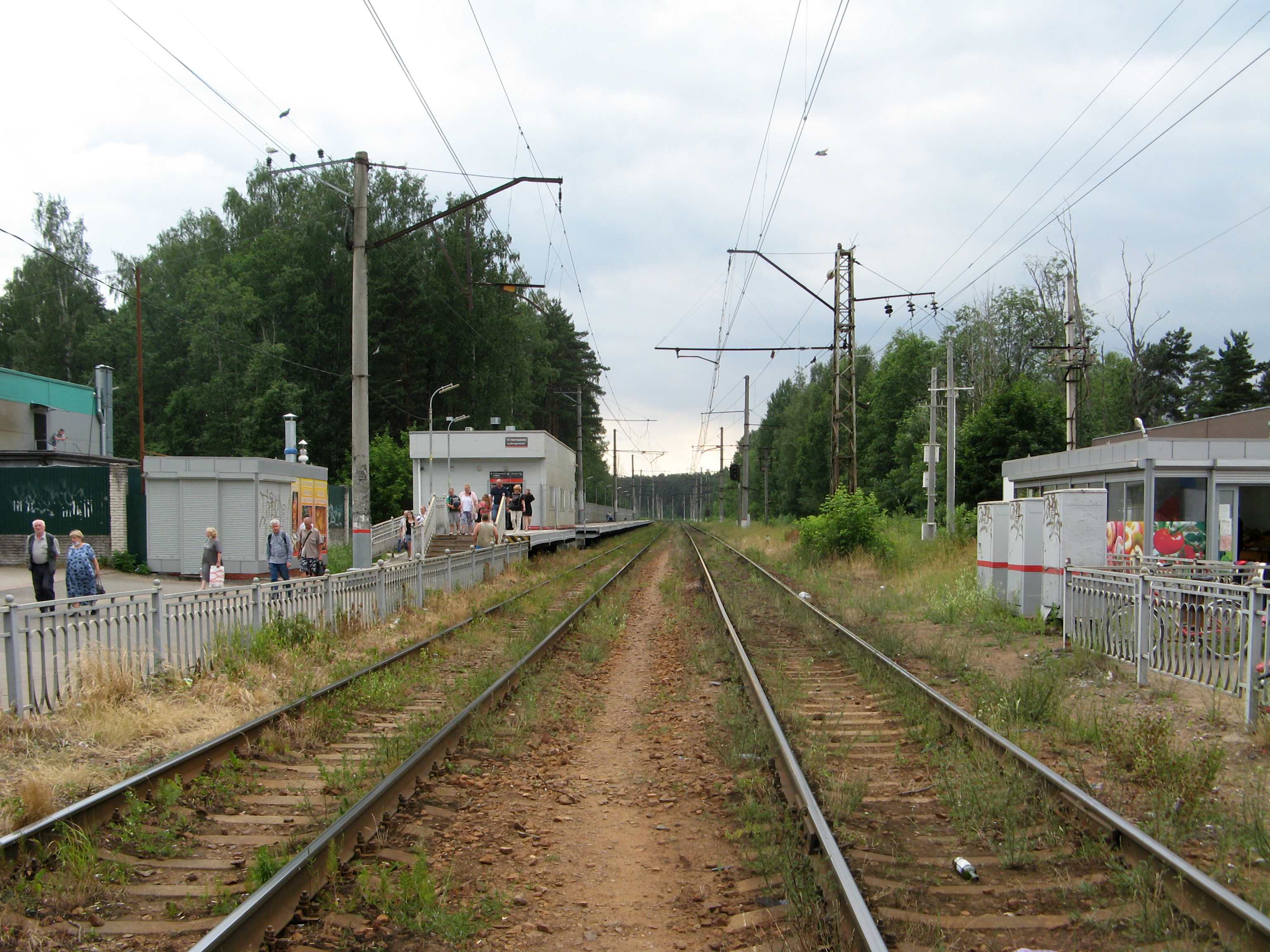
Вид в сторону Санкт-Петербурга, 2021 год
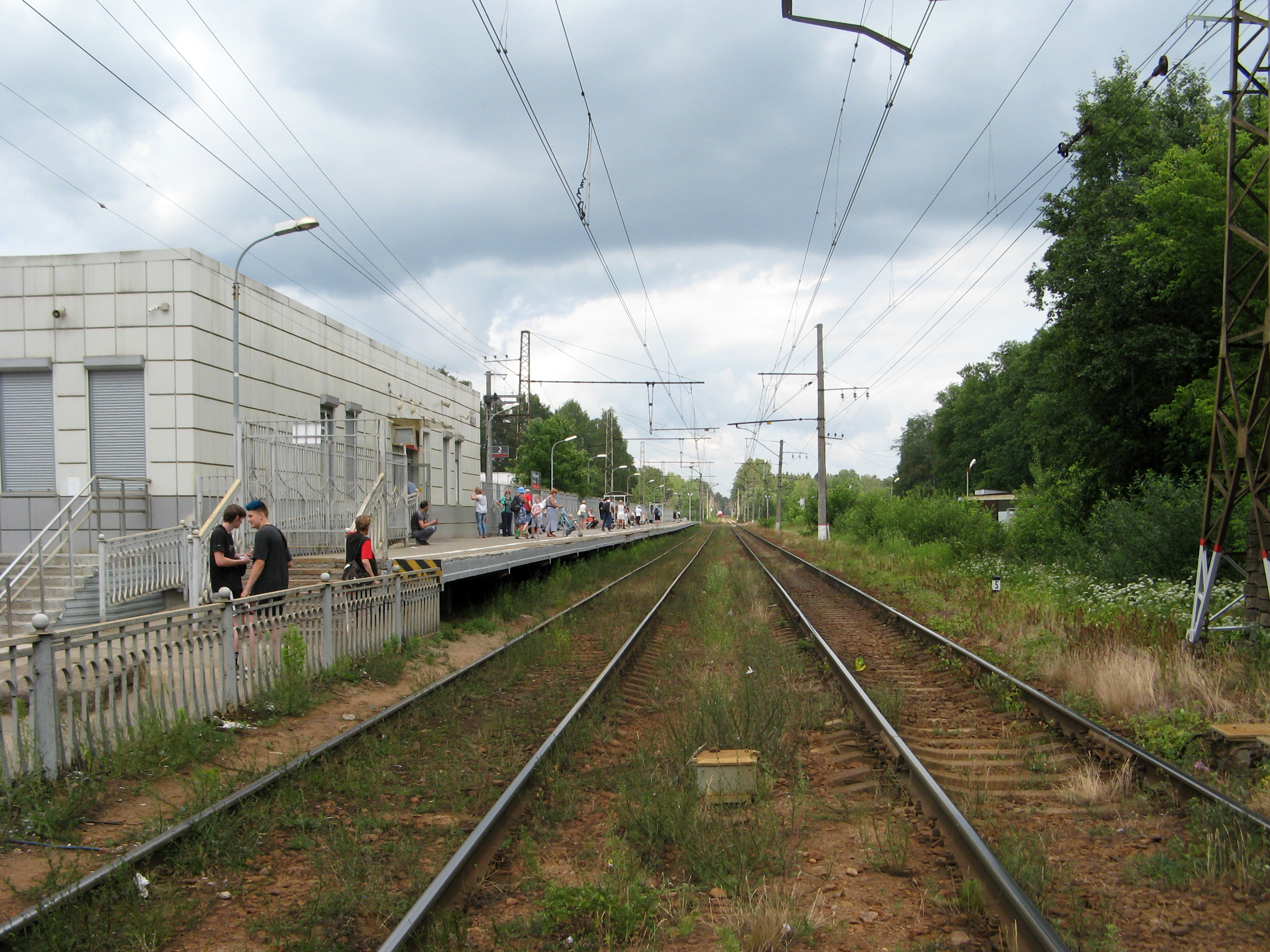
Вид в сторону Всеволожска, 2021 год